# Pseudovipio transcaspicus
Pseudovipio transcaspicus är en stekelart som först beskrevs av Kokujev 1902.  Pseudovipio transcaspicus ingår i släktet Pseudovipio och familjen bracksteklar. Inga underarter finns listade i Catalogue of Life.